# PBC Lingen
Der PBC Lingen (offiziell: 1. Pool Billard Club Lingen e.V.) ist ein Poolbillardverein aus Lingen.

## Geschichte
Der PBC Lingen wurde 1992 gegründet und fusionierte 2002 mit dem PBV Meppen. Die erste Mannschaft des Vereins stieg daraufhin bis in die Regionaloberliga auf. In der Saison 2006/07 wurde die erste Mannschaft Landesmeister und stieg in die 2. Bundesliga auf. 2012 erreichte der Verein mit dem Meistertitel in der 2. Bundesliga und dem damit verbundenen Aufstieg in die 1. Bundesliga seinen bislang größten Erfolg. Als Siebtplatzierter der Saison 2012/13 stieg er jedoch direkt wieder in die 2. Bundesliga ab, in der er mit dem sechsten Platz ein Jahr später den Klassenerhalt erst durch einen Sieg in der Relegation gegen den PBC Trier sichern konnte. In der Saison 2014/15 wurde man erneut Sechster. Anschließend verzichtete der PBC Lingen auf das Relegationsspiel gegen die BSF Kurpfalz und meldete seine Mannschaft vom Spielbetrieb ab.
2010 wurde mit John Blacklaw ein Spieler des Vereins deutscher Meister im Herreneinzel.

### Platzierungen seit 2008
| Saison  | Liga (Spielklasse)        | Platz |
| ------- | ------------------------- | ----- |
| 2006/07 | Regionaloberliga (3)      | 1     |
| 2007/08 | 2. Bundesliga Nord (2)    | 7     |
| 2008/09 | Regionaloberliga (3)      | 1     |
| 2009/10 | Regionalliga Süd-West (3) | 4     |
| 2010/11 | Regionalliga Süd-West (3) | 1     |
| 2011/12 | 2. Bundesliga Nord (2)    | 1     |
| 2012/13 | 1. Bundesliga (1)         | 7     |
| 2013/14 | 2. Bundesliga Nord (2)    | 6     |
| 2014/15 | 2. Bundesliga Nord (2)    | 6     |

## Bekannte ehemalige Spieler (Auswahl)
- John Blacklaw
- Dirk Laabs
- Ralf Mess
- Kay Reike
- René Schaerf
- Jörg Uphus
- Marcus Westen